# Akant

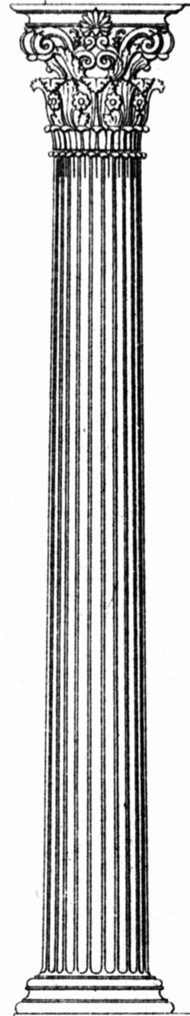
korintský sloup

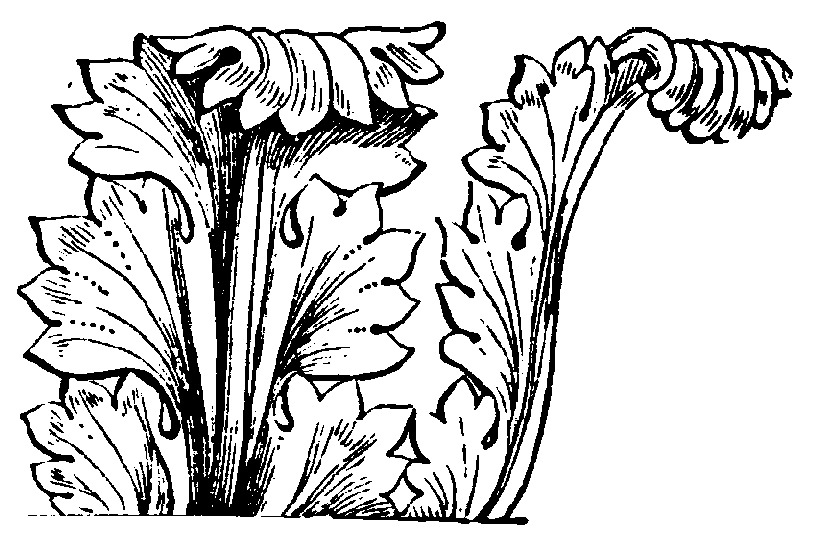
barokní akant

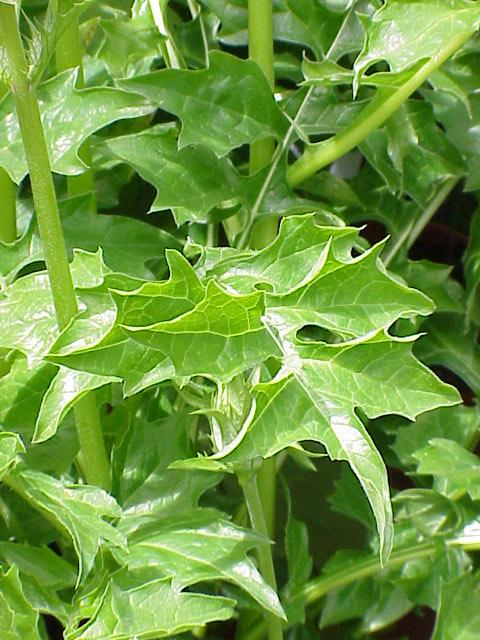
listy rostliny Paznehtníku měkkého (Acanthus mollis)

Slovem akant (z latinského akanthus, řecky ὁ ἄκανθος – paznehtník)
je v archeologii a dějinách umění nazýván ornament, který tvarově vychází ze stylizované podoby listů či celé rostliny z paznehtník měkký či paznehtník ostnitý. Tento ornament se objevuje od 5. století př. n. l. jako charakteristický znak hlavice sloupu korintského řádu. Řada akantových listů vedle sebe se nazývá akantový vlys. Akantové listy uspořádané symetricky do kruhu tvoří akantovou rozetu.
Akant byl používán také ve středověkém ornamentu, například v bordurách iluminovaných rukopisů či v nástěnné malbě. Uplatňuje se i v renesančním ornamentu a velmi výrazně také v barokním.
V českých zemích se jeho použití v baroku kryje s obdobím vrcholného baroka (cca 1700–1720), přičemž ve druhém desetiletí 18. století je akant obohacen ještě širokou propletenou vrapovanou stuhou – tzv. pentlí.
Uplatnění akantu je pro toto období tak charakteristické a masivní, že je používáno jako pomůcka k datování jednotlivých obrazů či staveb, na nichž se nachází v řezbách, štukovém dekoru či kovaných mřížích atp. Časté je užití akantu především na rámech obrazů a na oltářních nástavcích.

## Rozviliny
Ornamenty z obvykle spirálovitě stáčených úponků rostlin spojených s akantovými listy a někdy i květy nazýváme rozviliny. Často mívají podobu pásových ornamentů, jež bývají obvykle plošnější a prořezávané.